# Marie Helvin
Marie Helvin (née le 13 août 1952 à Tokyo) est une mannequin américaine installée au Royaume-Uni.
Dans les années 1970 et 1980, elle apparaît dans des articles de mode pour British Vogue et pose pour le photographe David Bailey, son mari de 1975 à 1985.

## Biographie

### Enfance et formation
Marie Helvin naît le 13 août 1952 en 1952 à Tokyo. Son père, un GI américain d'origine française et danoise, y a épousé une interprète locale japonaise. Elle grandit à Hawaï à partir de quatre ans.

### Carrière
Repérée lors d'un voyage au Japon, elle signe un contrat en tant que modèle visage pour les cosmétiques Kanebo à quinze ans. Elle s'installe à Londres et travaille pour Yves Saint Laurent, Versace ou Valentino. En juillet 1971, Harper's & Queen publie des photographies d'elle en robes de Kansai Yamamoto, maquillée à outrance en rose vif et portant une perruque rouge, : elles inspirent à David Bowie certaines tenues et la coiffure de son personnage de Ziggy Stardust, qu'il fera réaliser par Suzi Fussey. 
Elle rencontre en 1975 le photographe David Bailey lors d'une séance photo pour Vogue, et l'épouse à l'âge de 23 ans,. Le couple trouve le succès en publiant en 1980 un livre de photographies de nus dont elle est le sujet, Trouble and Strife. Ils divorcent en 1985.
On lui prête une liaison avec l'homme politique pakistanais Imran Khan,, et avec David Bowie,.  
Dans les années 1980, Marie Helvin quitte le mannequinat. Elle travaille pour la télévision et la radio, couvrant des sujets allant des livres aux voyages, tout en jouant dans des spots publicitaires (par exemple pour Yves Saint Laurent ou Olympus). Le magazine télévisé Helvin on Hawaii de GMTV présente ses conseils santé et beauté. Elle lance une collection de maillots de bain en 1990, et produit des collections saisonnières. 
En 2006, elle est membre du jury dans l'émission Britain's Next Top Model, apparaît dans la version britannique de Vogue (dont elle fait sept fois la couverture), dans le magazine américain W, dans le Sunday Times. Une rétrospective lui est consacrée par Harper's Bazaar.
Son autobiographie, parue fin 2007, est qualifiée par le Sunday Times de « drôle, coquin, sexy, révélateur »[source insuffisante].